# Raviv Gazit
Raviv Gazit (* 1949 in Tel Aviv) ist ein israelischer Komponist.

## Leben
Gazit hatte ab dem siebenten Lebensjahr Klavierunterricht. Nach dem Armeedienst von 1967 bis 1970 spielte er elektronische Orgel in verschiedenen israelischen Rockbands. 1971 begann er ein Studium als Elektroingenieur an der Universität Tel Aviv, nach dessen Abschluss er als Übersetzer von Fachliteratur arbeitete.
1980 begann Gazit ein Kompositionsstudium bei Yizhak Sadai, wobei er sich, insbesondere mit dem Aufkommen des Synclavier Systems für die Möglichkeiten der Computermusik interessierte. Zur gleichen Zeit entstanden seine ersten Film- und Schauspielmusiken sowie Kompositionen wie Zee für Synclavier (1986). Er begann, computergestützte Komposition an der Universität Tel Aviv zu unterrichten und wurde Nachfolger von Yizhak Sadai als Leiter des von diesem gegründeten Zentrums für Computermusik.

## Werke
- Zee für Synclavier Digital Music System, 1986
- Z to Z für Sinfonieorchester und Computer, 1990
- What a Sweet Way to Die für Computer, Fagott, Oboe und Klavier, 1992
- Octet 95 für Bläserquintett, Klavier, Violine und Cello, 1995

## Diskographie
- Ze, 1988
- Electronic Compositions, 1995 (mit Arie Shapira)
- Shape Shifter, 1999